# XRY (programari)
XRY és un producte forense digital i de dispositius mòbils de l'empresa sueca MSAB que s'utilitza per analitzar i recuperar informació de dispositius mòbils com ara telèfons mòbils, telèfons intel·ligents, eines de navegació GPS i tauletes. Consisteix en un dispositiu de maquinari amb el qual connectar telèfons a un ordinador i programari per extreure les dades.
XRY està dissenyat per recuperar el contingut d'un dispositiu d'una manera forense perquè l'usuari pugui confiar en el contingut de les dades. Habitualment, s'utilitza en investigacions civils/criminals, operacions d'intel·ligència, compliment de dades i casos de descobriment electrònic. El programari està disponible per a les agències policials, militars i d'intel·ligència. S'ha fet molt conegut a la comunitat forense digital com una de les seves eines habituals per a aquest tipus de treball.
Hi ha diversos reptes més complexos quan s'examinen els telèfons mòbils en comparació amb l'examen forense d'ordinadors normals. Molts telèfons mòbils tenen els seus propis sistemes operatius propietaris, cosa que fa que l'enginyeria inversa d'aquests dispositius sigui una operació complexa. A més, la velocitat amb què es renova el mercat de dispositius mòbils també significa que hi ha molts més dispositius nous que es van fabricant de manera regular, de manera que una eina forense mòbil ha de tractar tots aquests problemes abans de ser adequada per a la tasca d'anàlisi i extracció forense de les dades.
El sistema de XRY permet tant exàmens lògics (comunicació directa amb el sistema operatiu del dispositiu) com també exàmens físics (obviant el sistema operatiu i abocant la memòria disponible). La recuperació lògica de les dades generalment s'assoleix per una gran diversitat de dispositius, i l'examen físic ofereix la possibilitat de recuperar a més, informació suprimida, com ara missatges de text SMS, imatges i registres de trucades, etcètera. Tot i que, a causa de la complexitat del tema, normalment es recomana una formació especialitzada per operar amb el programari.
Les últimes versions del sistema inclouen suport per recuperar dades d'aplicacions per a telèfons intel·ligents com ara els dispositius Android, iPhone i BlackberryA més, cal destacar que les dades recuperades per XRY s'han utilitzat amb èxit en diversos sistemes judicials d'arreu del món.

XRY ha estat provat per diverses organitzacions governamentals diferents com a adequat per a les seves necessitats i ara s'utilitza a tot el món.